# Владипіль
Влади́піль — село в Бісковицькій сільській громаді Самбірського району Львівської області України. Населення становить 116 осіб.

## Населення

### Мова
Розподіл населення за рідною мовою за даними перепису 2001 року:
| Мова       | Кількість | Відсоток |
| ---------- | --------- | -------- |
| українська | 116       | 100%     |